# Radiancja
Radiancja (także luminancja energetyczna) – termin radiometryczny określony jako strumień promieniowania na jednostkę powierzchni na jednostkę kąta bryłowego. W układzie SI jednostką radiancji jest wat na steradian na metr kwadratowy: W·sr−1·m−2.
Radiancja jest podstawową wielkością radiometryczną, a jej znajomość w każdym punkcie w przestrzeni umożliwia wyznaczenie wielu innych wielkości radiometrycznych, takich jak np. irradiancja. W pewnym uproszczeniu zdjęcie fotograficzne, wyskalowane w jednostkach radiometrycznych, daje informacje o rozkładzie radiancji w przestrzeni. Inną analogią może być obserwowanie nieba przez lunetę zbierającą światło z małego kąta bryłowego – obserwacja natężenia promieniowania (strumienia) z każdego punktu na niebie daje właśnie rozkład radiancji, w tym przypadku wartości radiancji koło słońca i nieba będą się drastycznie różnić.
Radiancja jest też wielkością obserwowaną przez satelity meteorologiczne.
Rozkład radiancji na niebie i koło słońca, dzięki obserwacji grubości optycznej i hydrometeorów, dzięki obserwacji zjawisk optycznych takich jak tęcza czy halo, może być wykorzystywany do oceny ilości i rodzaju pyłów zawieszonych.
Intuicyjnie, rozkład dochodzącej radiancji opisuje oświetlenie przedmiotu, podczas gdy własności odbiciowe przedmiotu dają informacje o rozkładzie radiancji po odbiciu od przedmiotu. Rozkłady radiancji i BRDF wykorzystywane są obecnie w wielu technikach grafiki tworzonej komputerowo – głównie w filmach, które zawierają obrazy generowane komputerowo.
W jeszcze większym przybliżeniu radiancją jest wszystko co widzimy, tylko że w jednostkach fotometrycznych.

## Definicja matematyczna
Radiancja jest definiowana wzorem:
{\displaystyle L={\frac {d^{2}\Phi }{dA\,d\Omega \cos \theta }}\simeq {\frac {\Phi }{\Omega A\cos \theta }},}
gdzie:
dla małych {\displaystyle A} i {\displaystyle \Omega ,}
{\displaystyle L} – radiancja (W·m−2·sr−1),
{\displaystyle \Phi } – strumień promieniowania lub moc (W),
{\displaystyle \theta } – kąt między wektorem prostopadłym i wybranym kierunkiem,
{\displaystyle A} – powierzchnia (m²), i
{\displaystyle \Omega } – kąt bryłowy (sr).

## Radiancja spektralna
Określa się także radiancję spektralną (radiancja na jednostkę długości fali oznaczana jest {\displaystyle L_{\lambda },} a radiancja na jednostkę częstotliwości oznaczana jest {\displaystyle L_{\nu }}).